# شبه‌گوشت

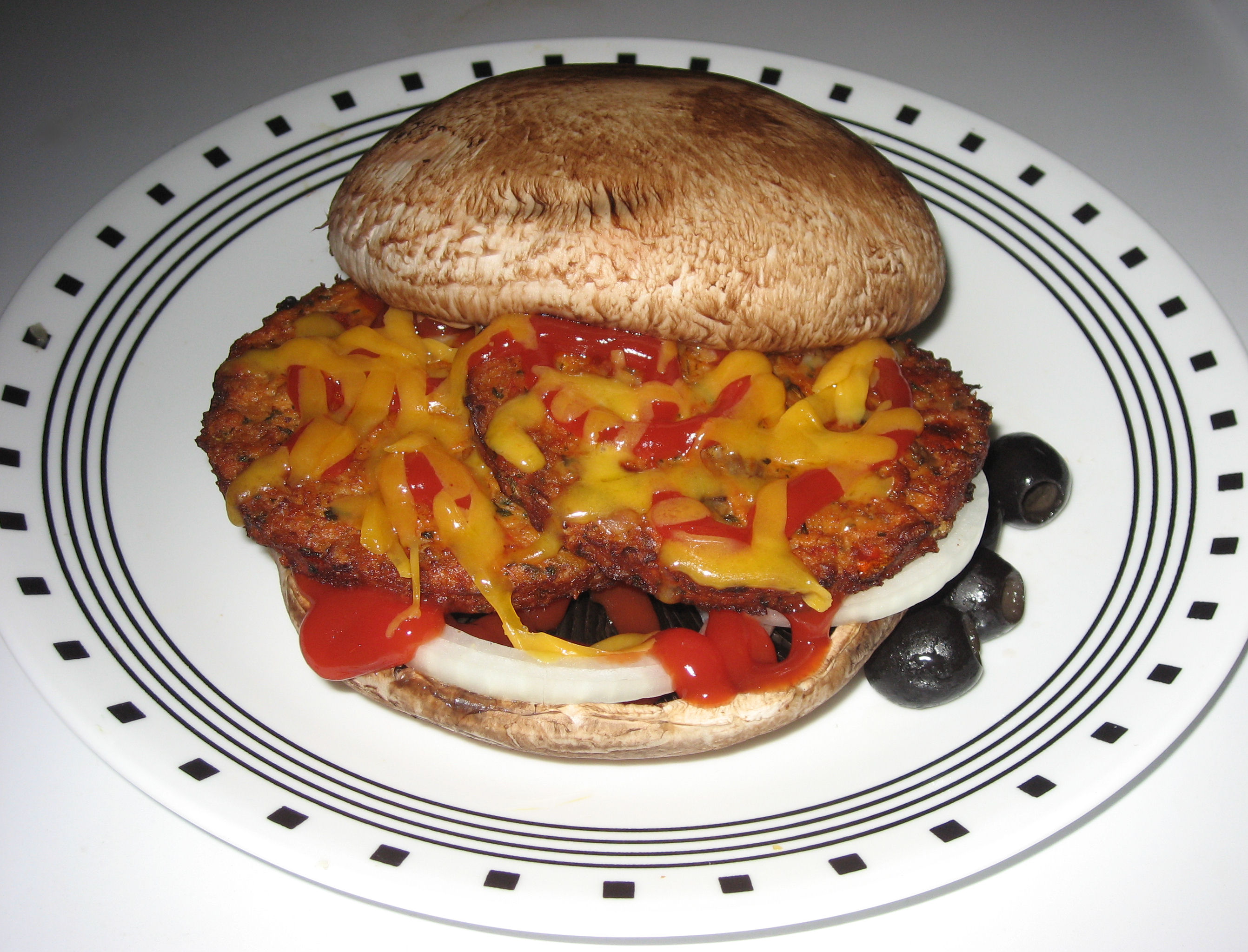
همبرگر گیاهی با چاشنی پیاز، کچاپ و پنیر چدار

شبه گوشت که همچنین جایگزین گوشت، گوشت ساختگی یا تقلید گوشت هم نامیده می‌شود، تقریباً ویژگی‌هایی نظیر بافت، طعم، ظاهر و همچنین ویژگی‌های شیمیایی انواع خاصی از گوشت را دارد. بسیاری از این شبه‌گوشت‌ها بر پایه سویا یا گلوتن تهیه می‌شود. گیاه‌خواران، وگان‌ها و غیر گیاه‌خوارانی که به خاطر سلامتی یا مسائل اخلاقی به دنبال کاهش مصرف گوشت هستند از جمله مصرف‌کنندگان شبه‌گوشت هستند.